# Diadelia vadoniana
Diadelia vadoniana är en skalbaggsart som beskrevs av Stefan von Breuning 1957. Diadelia vadoniana ingår i släktet Diadelia och familjen långhorningar.
Artens utbredningsområde är Madagaskar. Inga underarter finns listade i Catalogue of Life.